# Obiectivul de Dezvoltare Durabilă 13
Obiectivul de dezvoltare durabilă 13 (ODD 13 sau Obiectivul Global 13) - „Acțiune climatică” este unul dintre cele 17 Obiective de Dezvoltare Durabilă adoptate de Națiunile Unite în 2015. Potrivit Organizației Națiunilor Unite, obiectivul este: „Măsuri urgente pentru combaterea schimbărilor climatice și a impactului acestora”. ODD 13 și ODD 7 - Energie curată și la prețuri accesibile sunt strâns legate și complementare:101
Obiectivul are 5 ținte care urmează să fie atinse până în 2030. Acestea acoperă o gamă largă de probleme legate de acțiunea climatică. Primele 3 sunt ținte de rezultat: consolidarea rezilienței și capacitatea de adaptare la dezastrele legate de climă, integrarea măsurilor privind schimbările climatice în politici și planificare consolidarea cunoștințelor și a capacităților pentru a face față schimbărilor climatice. Celelalte două ținte sunt mijloace de implementare: implementarea Convenției-cadru a Națiunilor Unite privind schimbările climatice (United Nations Framework Convention on Climate Change - UNFCCC[en]) și promovarea mecanismelor de creștere a capacității de planificare și management.

## Context

Temperaturile medii globale în perioada 2011-2021, comparativ cu media 1956-1976

Creșterea temperaturii medii globale după revoluția industrială și factorii care au determinat această schimbare

ODD 13 prevede măsuri urgente pentru combaterea schimbărilor climatice și atenuarea impactului acestora.
Schimbările climatice amenință populația globală cu inundații crescute, căldură extremă, deficit crescut de alimente și apă, mai multe boli și pierderi economice. Migrația umană și conflictele pot fi, de asemenea, un rezultat al încălzirii globale.
Multe efecte ale schimbărilor climatice sunt deja resimțite la nivelul actual al creșterii temperaturii globale cu 1,2°C. Încălzirea suplimentară va crește impactul acestora și poate depăși pragul de reversibilitate, ducând spre exemplu la topirea calotei polare din Groenlanda. Conform Acordului de la Paris din 2015, națiunile au convenit să mențină încălzirea „cu mult sub 2°C”. Cu toate acestea, luând în considerare angajamentele făcute în temeiul Acordului, încălzirea globală va crește în continuare cu aproximativ 2,7°C până la sfârșitul secolului. Începând cu 2020, multe țări au trecut la punerea în aplicare a planurilor naționale de adaptare la schimbările climatice:15.
Reducerea emisiilor de gaze cu efect de seră necesită generarea de energie electrică din surse cu emisii scăzute de carbon, mai degrabă decât prin arderea combustibililor fosili. Această schimbare include eliminarea treptată a centralelor electrice pe cărbune și gaze naturale, creșterea considerabilă a utilizării energiei eoliene, solare și altor tipuri de surse de energie regenerabilă, precum și reducerea consumului de energie.

## Ținte, indicatori și progres
ONU a definit 5 ținte pentru ODD 13 care urmează să fie atinse până în anul 2030: consolidarea rezilienței și a capacității de adaptare la dezastrele legate de climă (ținta 13.1), integrarea măsurilor privind schimbările climatice în politici și planificare (ținta 13.2), consolidarea cunoștințelor și capacităților de a face față schimbărilor climatice (ținta 13.3), implementarea Convenției-cadru a Națiunilor Unite privind Schimbările climatice (ținta 13.a) și promovarea mecanismelor de creștere a capacității de planificare și management (ținta 13.b).
Fiecare țintă include unul sau mai mulți indicatori care ajută la măsurarea și monitorizarea progresului. Unii dintre indicatori reprezintă numărul de decese, persoane dispărute și persoane direct afectate atribuite dezastrelor la 100.000 de locuitori (13.1.1) sau emisii totale de gaze cu efect de seră generate pe an (13.2.2.)

### Ținta 13.1: Consolidarea rezilienței și a capacității de adaptare la dezastrele legate de climă

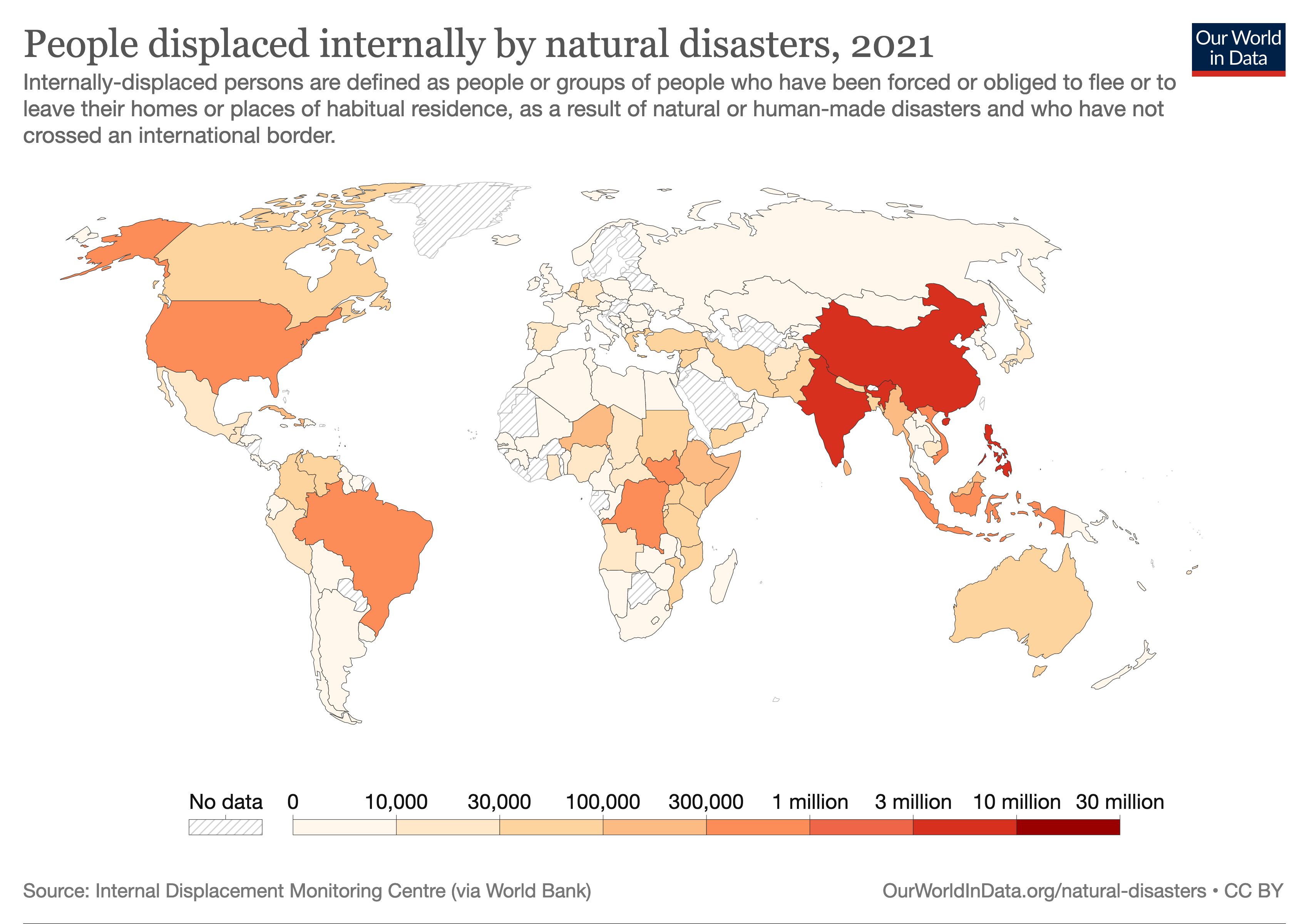
Harta lumii pentru indicatorul 13.1.1: Persoane strămutate intern din cauza dezastrelor naturale

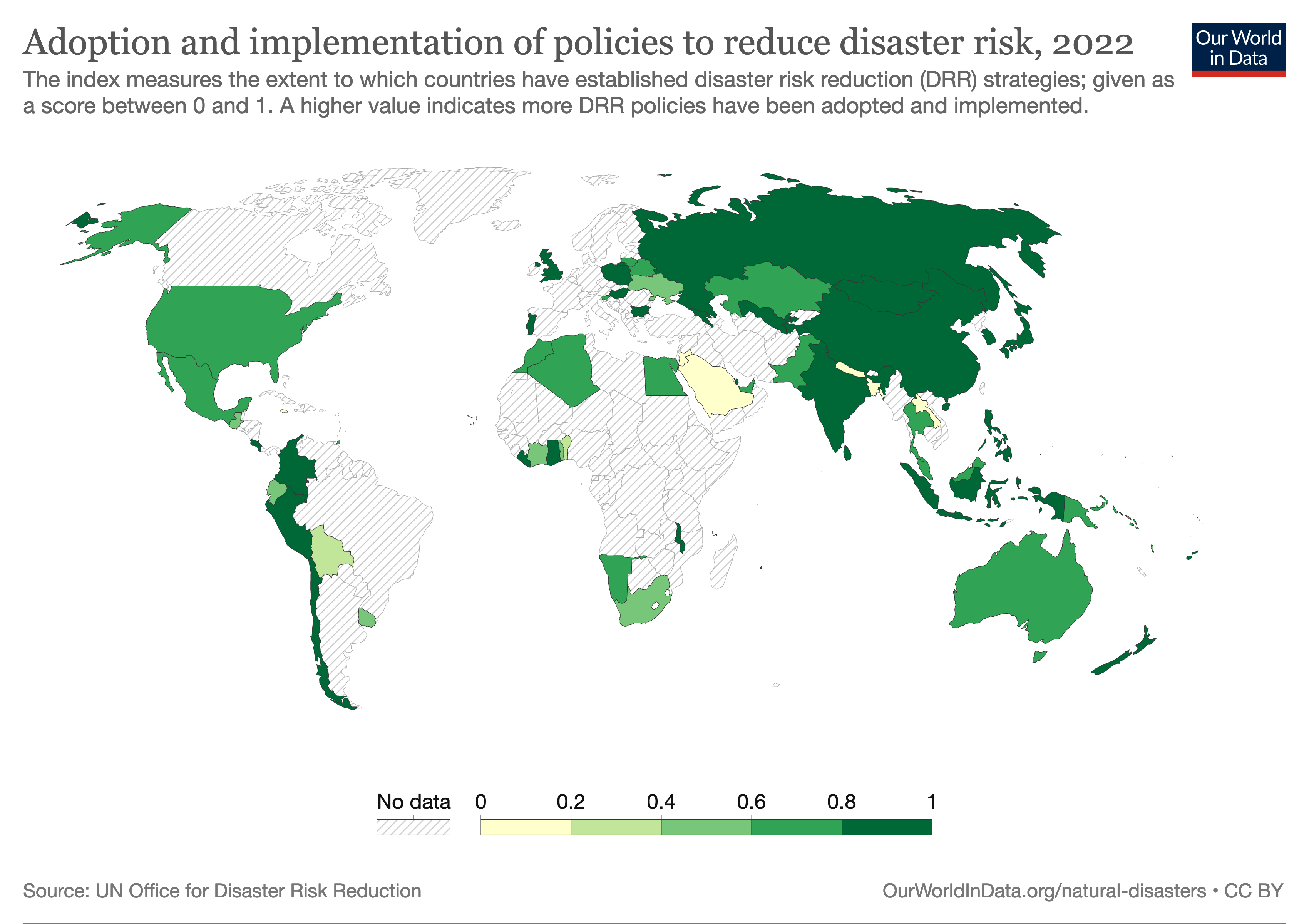
Harta lumii pentru indicatorul 13.1.2: Numărul de țări care au adoptat și implementează strategii naționale de reducere a riscului de dezastre în conformitate cu Cadrul Sendai pentru reducerea riscului de dezastre 2015–2030

Textul integral al Țintei 13.1 este: „Consolidarea rezilienței și a capacității de adaptare la pericolele legate de climă și dezastrele naturale în toate țările”.
Această țintă are trei indicatori:
- indicatorul 13.1.1: „Numărul de decese, de persoane dispărute și de persoane direct afectate atribuit dezastrelor la 100.000 de locuitori”,
- indicatorul 13.1.2: „Numărul de țări care au adoptat și implementează strategii naționale de reducere a riscului de dezastre în conformitate cu Cadrul Sendai pentru reducerea riscului de dezastre 2015–2030[n 2]”,
- indicatorul 13.1.3: „Ponderea administrațiilor locale care au adoptat și implementează strategii locale de reducere a riscului de dezastre în conformitate cu strategiile naționale de reducere a riscului de dezastre”[15].

Indicatorul 13.1.2 servește drept punte de legătură între Obiectivele de Dezvoltare Durabilă și Cadrul Sendai pentru Reducerea Riscului de Dezastre. În aprilie 2020, numărul de țări și teritorii care au adoptat strategii naționale de reducere a riscului de dezastre a crescut la 118, față de 48 în primul an de la adoptarea Cadrului Sendai.

### Ținta 13.2: Integrarea măsurilor privind schimbările climatice în politici și planificare

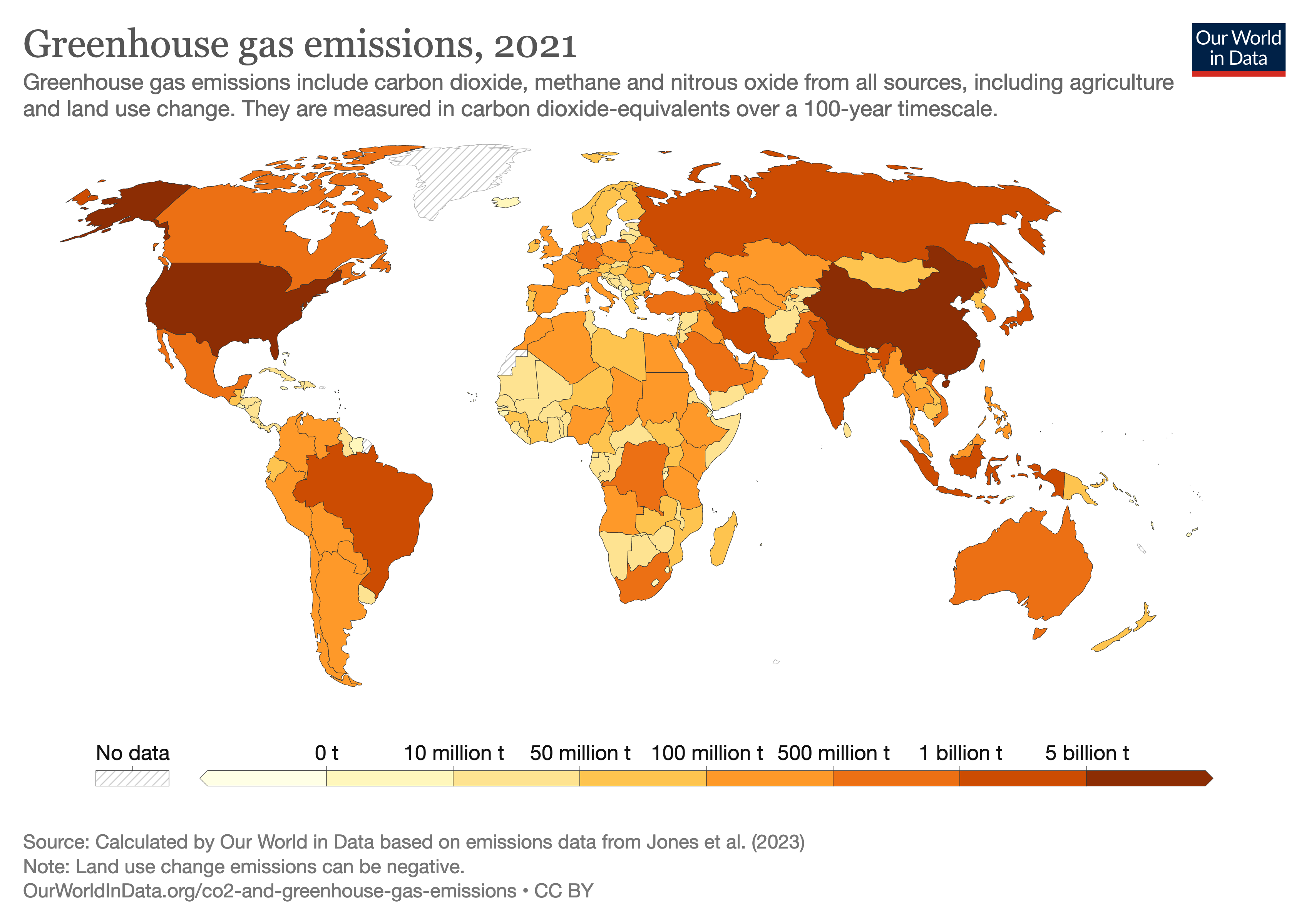
Harta lumii pentru indicatorul 13.2.2: Emisiile de gaze cu efect de seră, în tone pe an

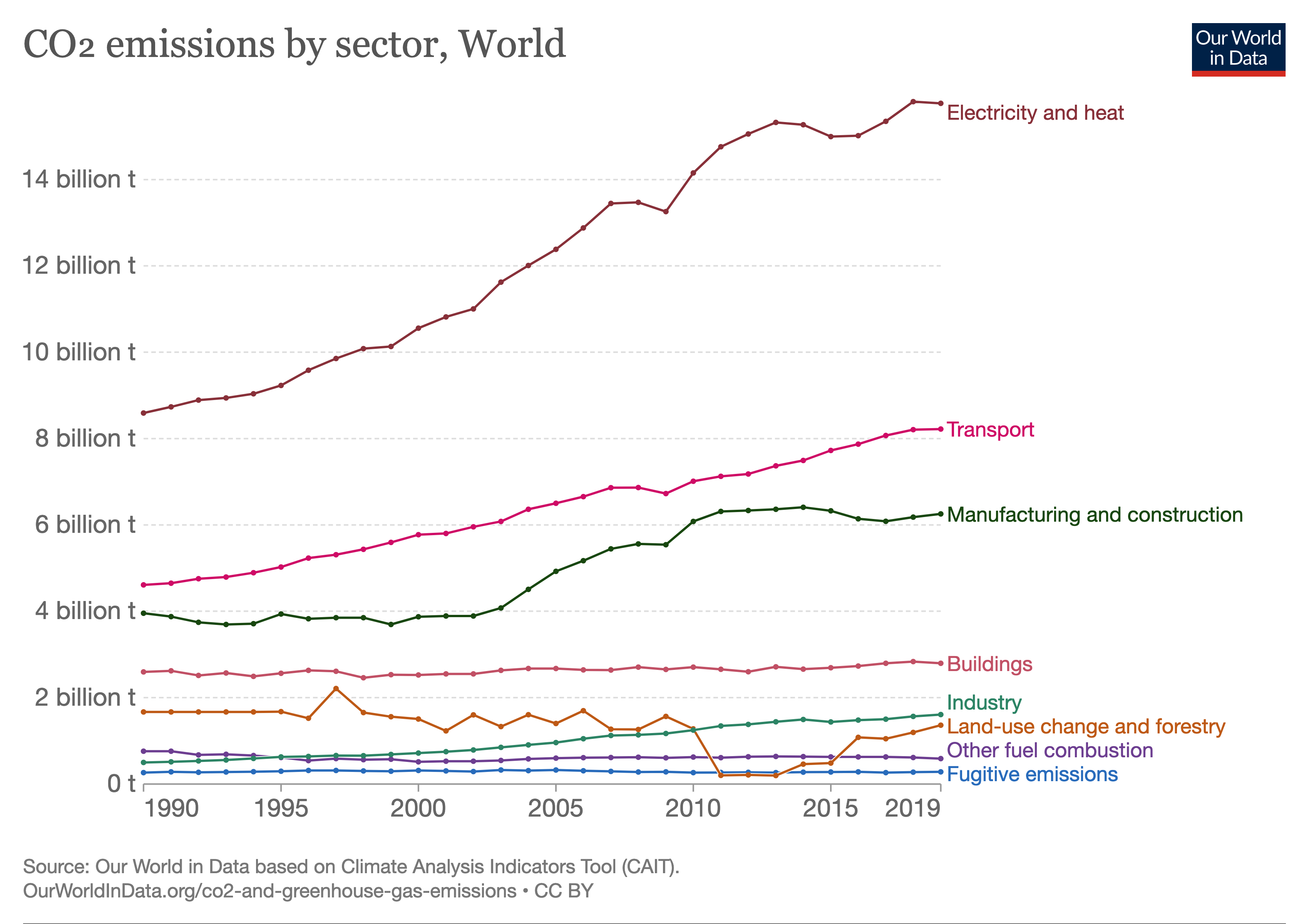
Emisiile de dioxid de carbon după sector

Textul integral al Țintei 13.2 este: „Integrarea măsurilor privind schimbările climatice în politicile, strategiile și planificarea naționale".
Această țintă are doi indicatori: 
- indicatorul 13.2.1: „Numărul de țări care au adoptat un plan național de acțiune (Nationally Determined Contribution), strategii pe termen lung, planuri și strategii naționale de adaptare la schimbările climatice, așa cum sunt raportate în comunicările privind adaptarea și comunicările naționale”[14],
- indicatorul 13.2.2: „Emisii anuale totale de gaze cu efect de seră”.

Pentru a păstra încălzirea globală sub 1,5°C, emisiile de dioxid de carbon (CO2) din țările G20 trebuie să scadă cu aproximativ 45% până în 2030 și să atingă zero emisii nete până în 2050. Pentru a putea atinge obietivul de 1,5°C sau chiar de 2°C, care este maximul stabilit de Acordul de la Paris, emisiile de gaze cu efect de seră trebuie să scadă cu 7,6% pe an începând din 2020. Cu toate acestea, există un decalaj mare între aceste obiective generale privind temperatura globală și planurile de acțiune adoptate la nivel național de fiecare țară. Între 2000 și 2018, emisiile de gaze cu efect de seră ale economiilor în tranziție și ale țărilor dezvoltate au scăzut cu 6,5%. În schimb, țările în curs de dezvoltare au înregistrat emisii cu 43% mai mari între 2000 și 2013.
Începând cu 2015, 170 de țări fac parte din cel puțin un acord multilateral de mediu, în fiecare an înregistrându-se o creștere a numărului de țări care semnează acorduri de mediu.

### Ținta 13.3: Dezvoltarea cunoștințelor și a capacității de a face față schimbărilor climatice

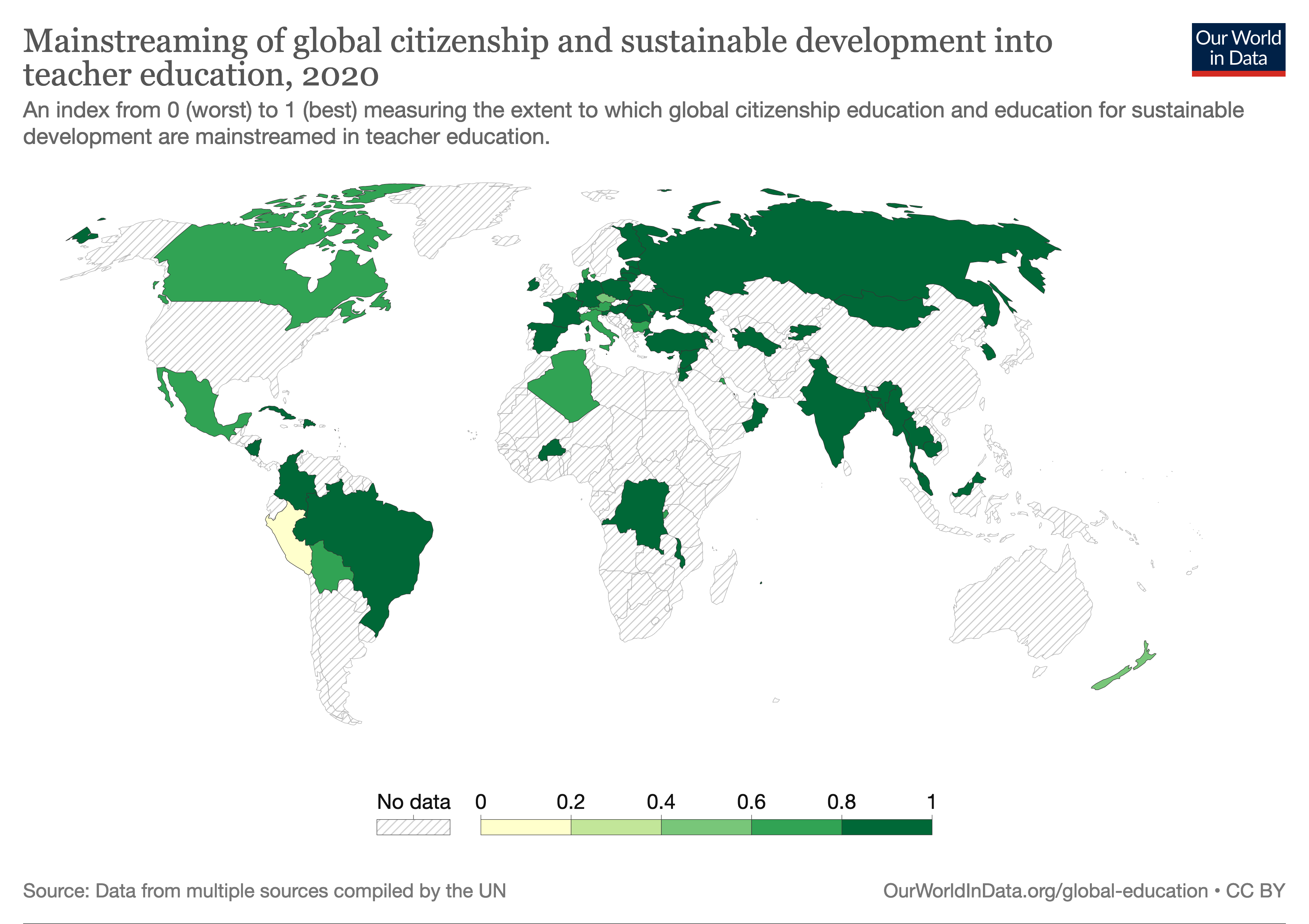
Harta lumii pentru indicatorul 13.3.1c: Măsura în care educația privind cetățenia globală și dezvoltarea durabilă este integrată în formarea profesorilor

Textul integral al Țintei 13.3 este: „Îmbunătățirea educației, a conștientizării și a capacităților umane și instituționale privind atenuarea schimbărilor climatice, adaptarea, reducerea impactului și avertizarea timpurie". 
Această țintă are un singur indicator: indicatorul 13.3.1 reprezintă „Măsura în care (i) educația privind cetățenia globală și (ii) educația privind dezvoltarea durabilă sunt integrate în (a) politicile naționale de educație, (b) programă, (c) formarea profesorilor și (d) evaluarea elevilor".
Indicatorul 13.3.1 reprezintă măsura în care țările integrează educația privind cetățenia globală (Global Citizenship Education - GCED) și educația privind dezvoltarea durabilă (Education for Sustainable Development - ESD) în sistemele și politicile educaționale. Pentru a explica conceptul de „Educație pentru dezvoltare durabilă și cetățenie globală”, Institutul Național de Statistică din Regatul Unit (Office for National Statistics) încearcă să prezinte modul în care alegerile fiecăruia dintre noi influențează pe ceilalți și mediul înconjurător.

### Ținta 13.a: Implementarea Convenției-cadru a ONU privind schimbările climatice
Textul integral al Țintei 13.a este: „Punerea în aplicare a angajamentului asumat de țările dezvoltate, părți ale Convenției-cadru a Națiunilor Unite privind schimbările climatice, cu privire la obiectivul de a mobiliza în comun, din toate sursele, 100 de miliarde de dolari anual până în 2020 pentru a răspunde nevoilor țărilor în curs de dezvoltare în contextul unor acțiuni semnificative de atenuare și transparență în implementarea și operaționalizarea Fondului verde pentru climă (Green Climate Fund - GCF) prin capitalizarea acestuia cât mai curând posibil".
Această țintă are un singur indicator: indicatorul 13.a.1 reprezintă „Sumele furnizate și mobilizate în dolari SUA pe an în raport cu obiectivul existent de mobilizare colectivă al angajamentului de 100 de miliarde de dolari până în 2025".
Anterior, indicatorul era definit ca „Suma mobilizată de dolari SUA pe an între 2020 și 2025 responsabilă față de angajamentul de 100 de miliarde de dolari”.
Acest indicator măsoară angajamentele actuale asumate din partea țărilor față de Fondul verde pentru climă (Green Climate Fund - GCF), sumele furnizate și mobilizate în dolari SUA pe an în raport cu obiectivul existent de mobilizare colectivă al angajamentului de 100 de miliarde de dolari SUA până în 2025.
Un raport al ONU din 2020 a evidențiat că fluxurile financiare pentru finanțarea globală a schimbărilor climatice, precum și pentru energia regenerabilă sunt „relativ mici în raport cu amploarea investițiilor anuale necesare pentru a asigura tranziția către emisii reduse de carbon și reziliență la schimbările climatice":15.

### Ținta 13.b: Promovarea mecanismelor de creștere a capacității de planificare și management

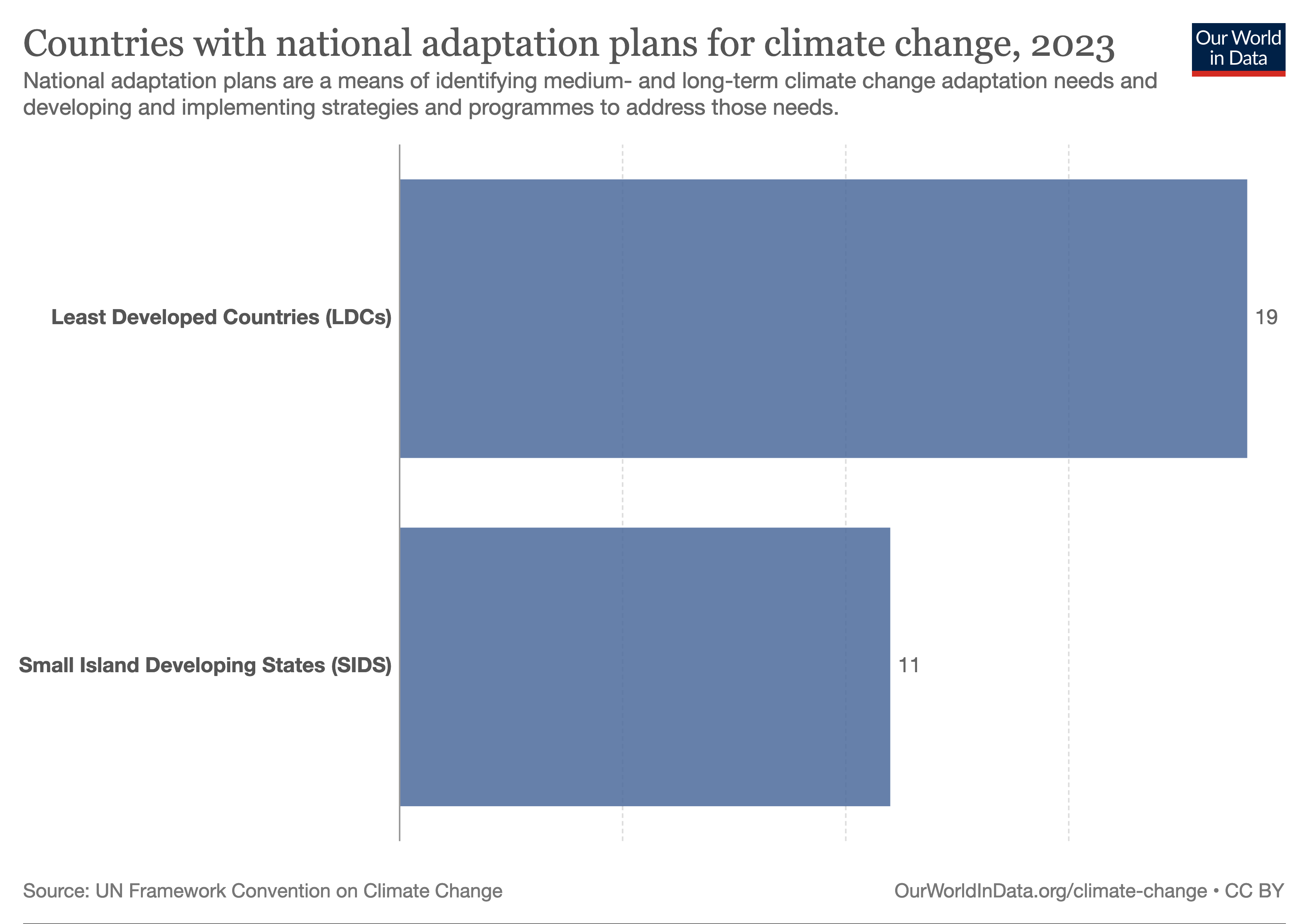
Grafic global pentru indicatorul 13.b.1: Numărul de țări cel mai puțin dezvoltate și state insulare mici în curs de dezvoltare care au adoptat și implementează planuri naționale de adaptare la schimbările climatice

Textul integral al Țintei 13.b este: „Promovarea mecanismelor de creștere a capacității de planificare și gestionare eficientă a schimbărilor climatice în țările cel mai puțin dezvoltate și micile state insulare în curs de dezvoltare, inclusiv concentrarea asupra femeilor, tinerilor, comunităților locale și marginalizate".
Această țintă are un singur indicator: indicatorul 13.b.1 reprezintă „Numărul de țări cel mai puțin dezvoltate și state insulare mici în curs de dezvoltare cu contribuții determinate la nivel național, strategii pe termen lung, planuri naționale de adaptare, strategii, așa cum sunt raportate în comunicările privind adaptarea și comunicările naționale”.
O versiune anterioară a acestui indicator a fost: „Numărul de țări cel mai puțin dezvoltate și state insulare mici în curs de dezvoltare care primesc sprijin specializat și valoarea sprijinului, inclusiv finanțare, tehnologie și consolidare a capacităților, pentru mecanismele de creștere a capacităților de planificare și gestionare eficientă a schimbărilor climatice, inclusiv concentrarea asupra femeilor, tinerilor și comunităților locale și marginalizate" Accentul anterior al acestui indicator pe femei, tineri și comunități locale și marginalizate nu mai este inclus în cea mai recentă versiune a indicatorului.
Rapoartele anuale ale ONU monitorizează numărul țărilor care implementează planuri naționale de adaptare la schimbările climatice:15.

### Agenții custode
Agențiile custode au sarcina de a măsura progresul indicatorilor.
- pentru indicatorii 13.1.1, 13.1.2 și 13.1.3: Strategia internațională a ONU pentru reducerea dezastrelor - Oficiul Națiunilor Unite pentru Reducerea Riscurilor de Dezastre (United Nations Office for Disaster Risk Reduction - UNISDR)
- pentru indicatorul 13.2.1: Convenția-cadru a Națiunilor Unite privind schimbările climatice (UNFCCC), Institutul UNESCO pentru Statistică (UNESCO-UIS)
- pentru indicatorii 13.3.1, 13.a.1 și 13.b.1: Convenția-cadru a Națiunilor Unite privind schimbările climatice (UNFCCC) și Organizația pentru Cooperare și Dezvoltare Economică (OCDE)

## Provocări

### Impactul pandemiei de COVID-19
În timpul pandemiei COVID-19, s-a înregistrat o reducere a activității economice la nivel global. Acest lucru a dus la o scădere cu 6% a emisiilor de gaze cu efect de seră față de ceea ce era proiectat inițial pentru 2020, însă această îmbunătățire a fost doar temporară. Emisiile de gaze cu efect de seră au revenit mai târziu la valorile inițiale, deoarece multe țări au început să ridice restricțiile, impactul direct al politicilor pandemice având un impact neglijabil pe termen lung asupra schimbărilor climatice. O revenire a nivelelor poluării din sectorul transporturilor a avut loc după ridicarea restricțiilor de circulație (carantină). Poluarea din transporturi reprezintă aproximativ 21% din emisiile globale de carbon, deoarece este încă dependentă în proporție de 95% de petrol.
După pandemie, guvernele la nivel global se grăbesc să stimuleze economiile locale prin alocarea de fonduri pentru producția de combustibili fosili și, în consecință, pentru stimularea creșterii economice. Finanțarea politicilor economice va devia probabil fondurile de urgență alocate de obicei finanțării climatice, cum ar fi Fondul verde pentru climă și alte politici durabile, cu excepția cazului în care se pune accent pe acordurile ecologice în redirecționarea fondurilor monetare.

### Invazia Rusiei în Ucraina
Invazia Rusiei în Ucraina și sancțiunile comerciale care au rezultat au avut un efect negativ suplimentar asupra ODD 13, deoarece unele țări au răspuns crizei prin creșterea producției interne de petrol.

## Monitorizare și progres
Forumul Politic la Nivel Înalt pentru Dezvoltare Durabilă al ONU (High-level Political Forum on Sustainable Development - HLPF) se întrunește în fiecare an pentru monitorizarea globală a ODD, sub auspiciile Consiliului Economic și Social al Națiunilor Unite. Rapoartele de progres la nivel înalt pentru toate ODD-urile sunt publicate de Secretarul General al Națiunilor Unite. Actualizările și progresele pot fi găsite și pe site-ul SDG, care este gestionat de Departamentul Națiunilor Unite pentru Afaceri Economice și Sociale, Divizia de Statistică a Organizației Națiunilor Unite sau pe site-ul Our World in Data.

## Legături cu alte ODD
Obiectivele de Dezvoltare Durabilă sunt interdependente. Obiectivul de dezvoltare durabilă 13 este conectat cu celelalte 16 ODD-uri, cele mai importante mențiuni fiind:
- nivelul de ambiție climatică asumat de o țară (ODD 13) corespunde adesea cu nivelul de sărăcie din acea țară (ODD 1 - Fără sărăcie)[33]:2.
- creșterea accesului la energie durabilă (ODD 7 - Energie curată și accesibilă) va reduce emisiile de gaze cu efect de seră, un pilon important al acțiunii climatice[2]:101.
- încheierea de parteneriate pentru ODD-uri (ODD 17 - Parteneriate pentru obiective) va conecta toate cele 17 obiective.

## LinkedSDG
Organizația Națiunilor Unite a creat o platformă numită LinkedSDG, concepută pentru a face informațiile despre obiectivele de dezvoltare durabilă mai accesibile părților interesate și publicului larg prin diagrame și grafice.

## Organizații

### Organizațiile Națiunilor Unite
- Convenția-cadru a Națiunilor Unite privind schimbările climatice (United Nations Framework Convention on Climate Change - UNFCCC)[35]
- Comisia interguvernamentală pentru schimbările climatice (Intergovernmental Panel on Climate Change - IPCC)[36]
- Conferințele Națiunilor Unite privind schimbările climatice (United Nations Climate Change Conferences - UNCCC, Conferences of the Parties - COP)[37]
- Organizația Meteorologică Mondială (World Meteorological Organization - WMO)[38]
- Programul Națiunilor Unite pentru așezările umane (United Nations Human Settlements Programme - UN-Habitat)[39]
- Programul Națiunilor Unite pentru Mediu (United Nations Environment Programme - UNEP)[40]
- Fondul verde pentru climă (Green Climate Fund - GCF)[41]